# Рарог

Герб Мекленбурга (так по-німецьки називається країна бодричів-ререгів), на якому, можливо, зображений Рарог

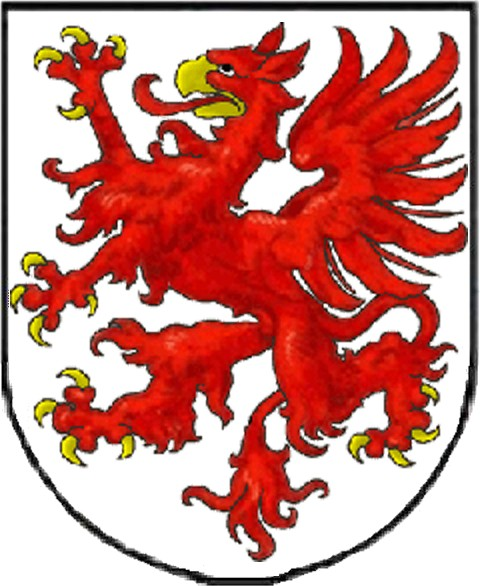
Герб поморських слов'ян (середньовічна Померанія, сучасна Північна Польща)

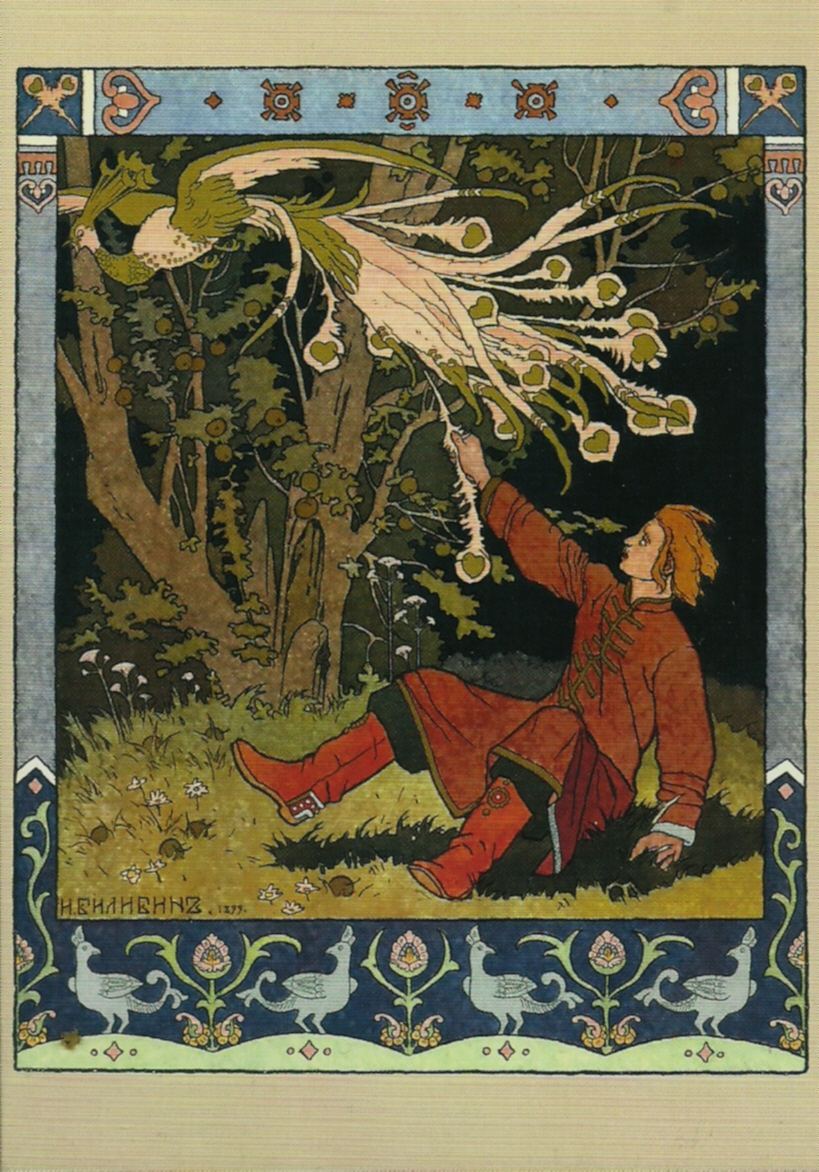
Жар-птиця на ілюстрації Івана Білібіна до російської казки

Рарог (Раріг, пол. Raróg, Raraszek, чеськ. і словац. Rarog, Raroh, Raroch, Rarašek) — дух вогню, який з'являється у вигляді хижого птаха (найчастіше сокола), вогненного дракона, вогненного вітру (блискавки) чи бурі; відомий в міфології насамперед Польщі та, менше, Чехії; пов'язаний з давнім культом вогнища.

## Опис
В польській міфології Рарог — це магічна істота, котра в вигляді палаючого птаха крутиться в вогняному вітрі або вирі (тобто блискавка). Рарог може мати вогняне пір'я, а з дзьоба вивергає вогонь, вітер, бурю.
Рарога уявляли в образі птаха (зазвичай хижого — порівняй чеськ. raroh — сокіл, словац. járašek, járog, rárožica, хорв. rarov, лит. ràrogas) або змія з іскристим тілом, палаючими волоссям і сяйвом, що виривається з рота, а також у вигляді вогняного вихору (порівняй вогняного змія і литовського Айтвараса).
Інша іпостась Рарога в народних польських віруваннях — це міфічна крихітна істота (може поміститись навіть у кишені), яка приносить людям щастя.
У польській мові словом «раруґ» (пол. raróg) також називають сокола-балабана.
Подібну до Рарога істоту ми бачимо на гербі поморян — цей західнослов'янський нарід в середні віки займав північну частину сучасної Польщі. Герб поморян має червоний колір та подібний до скіфських грифонів або до міфічного іранського Сімурга. Поморяни були народом, який дуже довго зберігав дохристиянські вірування. Поморяни етнічно були дуже близькі до ободритів (бодричів), які сусідили з ними з заходу на узбережжі Балтійського моря. Варто нагадати, що легендарного князя Рюрика частина істориків вважає князем ободритів, а ім'я «Рюрик» вони пов'язують з іменем птаха Рарога. Існує гіпотеза, що від образу Рарога-сокола походить «герб Рюриковичів», тобто Тризуб.
Згідно з польською міфологією Рарог може народитися з яйця, яке 9 діб висиджувала людина. Згідно з чеською міфологією Рарог може народитися з яйця, яке 9 днів та ночей людина гріла на печі.
Поморяни (в наші часи це уся північна частина Польщі), болгари в старі часи мали звичай — коли починався штормовий вітер та буря, то нахиляли голову обличчям вниз, щоб не тільки захистити голову, але щоб відігнати нещастя і хвороби.

## Аналоги Рарога в міфологіях інших країн
Рарог був настільки важливим божеством, що польські дослідники вважають, що його образ генетично пов'язаний з образами головних божеств різних традицій, таких як:
- Сварог — верховний бог неба в Київській Русі; в міфології Київської Русі «Сварожичем» називали вогонь.
- Веретрагна  — головний герой-богатир в Авесті (він є аналогом царя богів Індри з Вед, ведійський синонім Індри — «Врітрахан»= «нищитель препон; вбивця дракона Врітри»), одна з інкарнацій якого — сокіл[6].
- У балтійській та фінській міфології присутня тема створення світу деміургом-птахом[7].

Менш важливими в своїх міфологіях є інші можливі аналоги Рарога:
- Жар-птиця в українських та російських казках.
- Арабський птах «Рух»[8], який харчувався слонами, але не був вогненним. Його аналогом в російському фольклорі, можливо, був вогненний птах «Рах»[9] (або «Страх-Рах») з російських замовлянь, який був втіленням вогненного вітру, суховію.

- «Куйгараш» в міфології чувашів, або «Куйгорож» у мордовців (від куй — «змія», і корож — «сова»), який приносить в дім скарби та допомагає своїм господарям. Може перетворюватись на «летючий вогонь». Подібними рисами володіє персонаж угорської міфології — «Лідерц» (угор. Lidérc), одна з форм якого — чарівне курча, яке вилупилося з яйця, що знаходилося під пахвою у людини 24 дні[10].

- Айтварас — вогняний змій у литовській міфології, який як і Куйгараш, приносить богатство. Айтварас може вилупитися з яйця чорного півня, яке цей півень сам висидить — подібним чином народжується й Рарог, Куйгараш. В латиській міфології Айтварасу відповідає вогняний змій Пуке.